# Maren Kern
Maren Kern (* 7. Dezember 1957 in Osnabrück) ist eine deutsche Juristin und Mitglied des Vorstands des BBU Verband Berlin-Brandenburgischer Wohnungsunternehmen. Daneben ist sie als Vorstandsvorsitzende der BBA – Akademie der Immobilienwirtschaft Berlin tätig.

## Leben und Beruf
Nach dem Doppelstudium der Rechtswissenschaft und Architektur war Maren Kern von 1987 bis 1990 als Rechtsanwältin bei einer Berliner Kanzlei tätig mit den Schwerpunkten privates und öffentliches Baurecht.
Im Oktober 1990 wurde sie Justitiarin beim BBU Verband Berlin-Brandenburgischer Wohnungsunternehmen e.V. und 1993 zur Vertreterin des BBU-Vorstandes bestellt. Ende 1998 übernahm sie die Geschäftsführung der BBU-Tochter Domus Consult Wirtschaftsberatungsgesellschaft mbH. Das Unternehmen berät Wohnungsunternehmen und Kommunen.
Seit dem 1. August 2009 ist Kern Vorstand beim BBU. Sie ist Nachfolgerin von Ludwig Burkardt, der seit 1989 den Vorstandssitz innegehabt hatte, und vertritt somit gegenüber Politik, Verwaltung und Öffentlichkeit die Interessen von 350 kommunalen, genossenschaftlichen, kirchlichen und privaten Wohnungsunternehmen, die im BBU zusammengeschlossen sind. Vom BBU aus werden fast 50 Prozent aller Mietwohnungen im Land Berlin-Brandenburg und etwa 43 Prozent der Mietwohnungen in der Stadt Berlin bewirtschaftet. (Stand: 2020)
Daneben ist sie u. a. Vorstandsvorsitzende der BBA – Akademie der Immobilienwirtschaft Berlin e.V., Mitglied des Berliner Klimaschutzrates, engagiert im Bündnis für Wohnen des Landes Brandenburg, Mitglied im Beirat der Bundesstiftung Baukultur sowie in weiteren Organisationen und Gremien der Wohnungs- und Immobilienwirtschaft.

## Positionen
Kern sprach sich 2019 sowohl gegen Enteignungen als auch gegen einen gesetzlichen Mietendeckel aus. Nach ihrer Ansicht sei Enteignung großer Wohnungsunternehmen der falsche Weg, das Problem steigender Mieten und fehlender Wohnungen in Berlin zu lösen. Es helfe nur Neubau.

## Veröffentlichungen
- Digitalisierung in der Wohnungswirtschaft – Smart City im Quartier. In: Chirine Etezadzadeh (Hrsg.): Smart City – Made in Germany. Springer Vieweg, Wiesbaden 2020, ISBN 978-3-658-27231-9, S. 425–433.
- Herausforderungen an den Wohnungsbau. In: Harald Bodenschatz, Klaus Brake (Hrsg.): 100 Jahre Groß-Berlin. Band 1: Wohnungsfrage und Stadtentwicklung. Lukas Verlag, Berlin 2017, ISBN 978-3-86732-290-4, S. 192–202.